# 庫利科維奇
51°9′59″N 25°48′3″E / 51.16639°N 25.80083°E
庫利科維奇（烏克蘭語：Куликовичі）是位於烏克蘭西部沃倫州裏盧茨克區的村莊，始建於1577年，面積66.62平方公里，海拔高度168米，2001年人口819，人口密度每平方公里12.29人。